# クレブシュ–ゴルダン係数
量子力学においてクレブシュ–ゴルダン係数（クレブシュ–ゴルダンけいすう、CG係数、英: Clebsch–Gordan coefficients）またはウィグナー係数は、角運動量の合成で生じる係数の組である。2つの角運動量の和によって出来た角運動量の固有状態を得るために必要となる。
より数学的にはCG係数は表現論、特にコンパクトリー群において、既約表現の数とタイプが抽象的に分かっており、既約表現のテンソル積を既約表現に直和分解する場合に使われる。
不変理論で同様の問題について研究したドイツの物理学者アルフレッド・クレブシュ（1833–1872）とポール・ゴルダン（1837–1912）にちなんで命名された。
古典力学では、CG係数やSO(3)群に関連するものは球面調和関数の乗算によってもっと直接的に定義される。量子力学的なスピンの導入はこのアプローチから行える。
クレブシュ–ゴルダン係数は全角運動量固有状態を結合していないテンソル積基底で展開したときの展開係数である。この定義の意味は角運動量演算子、角運動量固有状態、角運動量固有状態のテンソル積を定義することで明らかとなる。
角運動量の形式的な定義から、クレブシュ–ゴルダン係数における漸化式がわかる。係数の具体的な数値を定めるためには、位相則を選びださなければならない。
以下の定式化ではディラックのブラケット記法を使う。また位相則としてコンドン–ショートレーの位相則を用いる。

## 定義
全角運動量の固有状態は、カップリングしてない基底の完全性関係を使って展開できる。
{\displaystyle |(j_{1}j_{2})JM\rangle =\sum _{m_{1}=-j_{1}}^{j_{1}}\sum _{m_{2}=-j_{2}}^{j_{2}}|j_{1}m_{1}j_{2}m_{2}\rangle \langle j_{1}m_{1}j_{2}m_{2}|JM\rangle }
この展開係数{\displaystyle \langle j_{1}m_{1}j_{2}m_{2}|JM\rangle }をクレブシュ–ゴルダン係数と呼ぶ。
演算子
{\displaystyle {\hat {\textrm {J}}}_{z}={\textrm {j}}_{z}\otimes 1+1\otimes {\textrm {j}}_{z}}
を定義式の両辺に作用させると、クレブシュ–ゴルダン係数は
{\displaystyle M=m_{1}+m_{2}.\,}
の時のみ 0 にならない。

### 特別な場合
{\displaystyle J=0}におけるクレブシュ–ゴルダン係数は以下で与えられる。
{\displaystyle \langle j_{1}m_{1}j_{2}m_{2}|00\rangle =\delta _{j_{1},j_{2}}\delta _{m_{1},-m_{2}}{\frac {(-1)^{j_{1}-m_{1}}}{\sqrt {2j_{2}+1}}}}
{\displaystyle J=j_{1}+j_{2}}と{\displaystyle M=J}におけるクレブシュ–ゴルダン係数は以下で与えられる。
{\displaystyle \langle j_{1}j_{1}j_{2}j_{2}|(j_{1}+j_{2})(j_{1}+j_{2})\rangle =1}
{\displaystyle j_{1}=j_{2}=J/2}と{\displaystyle m_{2}=-m_{1}}におけるクレブシュ–ゴルダン係数は以下で与えられる。
{\displaystyle \langle j_{1}m_{1}j_{1}-m_{1}|2j_{1}0\rangle ={\frac {(2j_{1})!^{2}}{(j_{1}-m_{1})!(j_{1}+m_{1})!{\sqrt {(4j_{1})!}}}}}
{\displaystyle j_{1}=j_{2}=m_{1}=-m_{2}}におけるクレブシュ–ゴルダン係数は以下で与えられる。
{\displaystyle \langle j_{1}j_{1}j_{1}-j_{1}|J0\rangle =(2j_{1})!{\sqrt {\frac {2J+1}{(J+2j_{1}+1)!(2j_{1}-J)!}}}}

## 具体的な形
クレブシュ–ゴルダン係数の具体的な形と数値はクレブシュ–ゴルダン係数の表を参照。

## 角運動量演算子
角運動量演算子は、以下の交換関係を満たすエルミート演算子{\displaystyle {\hat {j}}_{x}}、{\displaystyle {\hat {j}}_{y}}、{\displaystyle {\hat {j}}_{z}}で定義される。
{\displaystyle [{\hat {j}}_{k},{\hat {j}}_{l}]={\hat {j}}_{k}{\hat {j}}_{l}-{\hat {j}}_{l}{\hat {j}}_{k}=i\hbar \sum _{m}\varepsilon _{klm}{\hat {j}}_{m}\quad \quad (k,l,m\in (x,y,z))}
ここで{\displaystyle \varepsilon _{klm}}はエディントンのイプシロンである。
3つの演算子を合わせたものを「ベクトル演算子」と呼ぶ。
{\displaystyle {\hat {\mathbf {j} }}=[{\hat {j}}_{x},{\hat {j}}_{y},{\hat {j}}_{z}]}
この考えを発展させると、{\displaystyle {\hat {\mathbf {j} }}}の自分自身の内積の演算子を定義できる。
{\displaystyle \mathbf {\hat {j}} ^{2}={\hat {j}}_{x}^{2}+{\hat {j}}_{y}^{2}+{\hat {j}}_{z}^{2}\ }
これはカシミール演算子である。
また「上昇演算子」（{\displaystyle {\hat {j}}_{+}}）と「下降演算子」（{\displaystyle {\hat {j}}_{-}}）を以下のように定義する。
{\displaystyle {\hat {j_{\pm }}}={\hat {j_{x}}}\pm i{\hat {j_{y}}}\ }

### 角運動量演算子の同時固有ベクトル
上記の定義から分かるように、{\displaystyle \mathbf {\hat {j}} ^{2}}は{\displaystyle {\hat {j}}_{x}}、{\displaystyle {\hat {j}}_{y}}、{\displaystyle {\hat {j}}_{z}}と交換する。
{\displaystyle [\mathbf {\hat {j}} ^{2},{\hat {j}}_{k}]=0\quad \quad (k=x,y,z)}
２つのエルミート演算子が交換する場合、同時固有ベクトルが存在する。
{\displaystyle \mathbf {\hat {j}} ^{2}}と{\displaystyle {\hat {j}}_{z}}は交換するので、それらの同時固有ベクトルを{\displaystyle |j\,m\rangle }とすると以下を満たす。
{\displaystyle \mathbf {\hat {j}} ^{2}|j\,m\rangle =\hbar ^{2}j(j+1)|j\,m\rangle \quad \quad (j=0,{\frac {1}{2}},1,{\frac {3}{2}},2,\ldots )}
{\displaystyle {\hat {j}}_{z}|j\,m\rangle =\hbar m|j\,m\rangle \quad \quad \quad \quad \quad (m=-j,-j+1,\ldots ,j.)}
{\displaystyle m\ }の値は昇降演算子で変化する。
{\displaystyle {\hat {j}}_{\pm }|j\,m\rangle =C_{\pm }(j,m)|j\,m\pm 1\rangle }
ここで
{\displaystyle C_{\pm }(j,m)={\sqrt {j(j+1)-m(m\pm 1)}}={\sqrt {(j\mp m)(j\pm m+1)}}}
位相因子は{\displaystyle C_{\pm }(j,m)}の定義に含まれている。位相則はコンドン-ショートレーの位相則に従っている。
角運動量演算子はエルミート演算子なので固有状態（固有ベクトル）は完全系をなす。固有状態は以下のように規格直行化されているとする。
{\displaystyle \langle j_{1}\,m_{1}|j_{2}\,m_{2}\rangle =\delta _{j_{1},j_{2}}\delta _{m_{1},m_{2}}}

## テンソル積空間
{\displaystyle V_{1}}を以下の状態で張られる{\displaystyle 2j_{1}+1}次元ベクトル空間とする。
{\displaystyle |j_{1}m_{1}\rangle \quad (m_{1}=-j_{1},-j_{1}+1,\ldots j_{1})}
{\displaystyle V_{2}}を以下の状態で張られる{\displaystyle 2j_{2}+1}次元ベクトル空間とする。
{\displaystyle |j_{2}m_{2}\rangle \quad (m_{2}=-j_{2},-j_{2}+1,\ldots j_{2})}
これらの空間のテンソル積{\displaystyle V_{12}\equiv V_{1}\otimes V_{2}}は{\displaystyle (2j_{1}+1)(2j_{2}+1)}次元のカップリングしていない基底を持つ。
{\displaystyle |j_{1}m_{1}\rangle |j_{2}m_{2}\rangle \equiv |j_{1}m_{1}\rangle \otimes |j_{2}m_{2}\rangle \quad (m_{1}=-j_{1},\ldots j_{1},\quad m_{2}=-j_{2},\ldots j_{2})}
{\displaystyle V_{12}}で作用する角運動量演算子は以下で定義される。
{\displaystyle ({\textrm {j}}_{i}\otimes 1)|j_{1}m_{1}\rangle |j_{2}m_{2}\rangle \equiv (j_{i}|j_{1}m_{1}\rangle )\otimes |j_{2}m_{2}\rangle }
{\displaystyle (1\otimes {\textrm {j}}_{i})|j_{1}m_{1}\rangle |j_{2}m_{2}\rangle \equiv |j_{1}m_{1}\rangle \otimes j_{i}|j_{2}m_{2}\rangle \quad \quad (i=x,y,z)}
全角運動量演算子は以下で定義される。
{\displaystyle {\hat {\textrm {J}}}_{i}\equiv {\textrm {j}}_{i}\otimes 1+1\otimes {\textrm {j}}_{i}\quad \quad (i=x,y,z.)}
全角運動量演算子は以下の交換関係を満たす。
{\displaystyle [{\hat {\textrm {J}}}_{k},{\hat {\textrm {J}}}_{l}]=i\hbar \epsilon _{klm}{\hat {\textrm {J}}}_{m}\quad \quad (k,l,m\in (x,y,z))}
よって全角運動量の同時固有状態が存在する。
{\displaystyle {\hat {\mathbf {J} }}^{2}|(j_{1}j_{2})JM\rangle =\hbar ^{2}J(J+1)|(j_{1}j_{2})JM\rangle }
{\displaystyle {\hat {\textrm {J}}}_{z}|(j_{1}j_{2})JM\rangle =\hbar M|(j_{1}j_{2})JM\rangle \quad \quad \quad (M=-J,\ldots ,J)}
これは{\displaystyle J}が以下を満たさなければならないことに由来する。
{\displaystyle |j_{1}-j_{2}|\leq J\leq j_{1}+j_{2}}
全角運動量の同時固有状態の総数は{\displaystyle V_{12}}の次元と等しい。
{\displaystyle \sum _{J=|j_{1}-j_{2}|}^{j_{1}+j_{2}}(2J+1)=(2j_{1}+1)(2j_{2}+1)}
全角運動量の同時固有状態は{\displaystyle V_{12}}の正規直交基底を作る。
{\displaystyle \langle J_{1}M_{1}|J_{2}M_{2}\rangle =\delta _{J_{1}J_{2}}\delta _{M_{1}M_{2}}}

## 漸化式
漸化式はジュリオ・ラカーによって発見された。
以下で定義される全角運動量昇降演算子をクレブシュ–ゴルダン係数の定義式の両辺に作用させる。
{\displaystyle {\hat {\textrm {J}}}_{\pm }={\textrm {j}}_{\pm }\otimes 1+1\otimes {\textrm {j}}_{\pm }}
左辺は、
{\displaystyle {\hat {\textrm {J}}}_{\pm }|(j_{1}j_{2})JM\rangle =C_{\pm }(J,M)|(j_{1}j_{2})JM\pm 1\rangle =C_{\pm }(J,M)\sum _{m_{1}m_{2}}|j_{1}m_{1}\rangle |j_{2}m_{2}\rangle \langle j_{1}m_{1}j_{2}m_{2}|JM\pm 1\rangle }
右辺は、
{\displaystyle {\begin{aligned}{\hat {\textrm {J}}}_{\pm }&\sum _{m_{1}m_{2}}|j_{1}m_{1}\rangle |j_{2}m_{2}\rangle \langle j_{1}m_{1}j_{2}m_{2}|JM\rangle \\&=\sum _{m_{1}m_{2}}\left[C_{\pm }(j_{1},m_{1})|j_{1}m_{1}\pm 1\rangle |j_{2}m_{2}\rangle +C_{\pm }(j_{2},m_{2})|j_{1}m_{1}\rangle |j_{2}m_{2}\pm 1\rangle \right]\langle j_{1}m_{1}j_{2}m_{2}|JM\rangle \\&=\sum _{m_{1}m_{2}}|j_{1}m_{1}\rangle |j_{2}m_{2}\rangle \left[C_{\pm }(j_{1},m_{1}\mp 1)\langle j_{1}{m_{1}\mp 1}j_{2}m_{2}|JM\rangle +C_{\pm }(j_{2},m_{2}\mp 1)\langle j_{1}m_{1}j_{2}{m_{2}\mp 1}|JM\rangle \right]\end{aligned}}}
ここで
{\displaystyle C_{\pm }(j,m)={\sqrt {j(j+1)-m(m\pm 1)}}}
よってクレブシュ–ゴルダン係数についての漸化式が得られる。
{\displaystyle C_{\pm }(J,M)\langle j_{1}m_{1}j_{2}m_{2}|JM\pm 1\rangle =C_{\pm }(j_{1},m_{1}\mp 1)\langle j_{1}{m_{1}\mp 1}j_{2}m_{2}|JM\rangle +C_{\pm }(j_{2},m_{2}\mp 1)\langle j_{1}m_{1}j_{2}{m_{2}\mp 1}|JM\rangle }
漸化式の{\displaystyle C_{+}}について{\displaystyle M=J}では、
{\displaystyle 0=C_{+}(j_{1},m_{1}-1)\langle j_{1}{m_{1}-1}j_{2}m_{2}|JJ\rangle +C_{+}(j_{2},m_{2}-1)\langle j_{1}m_{1}j_{2}m_{2}-1|JJ\rangle }
コンドン-ショートレーの位相則における係数{\displaystyle \langle j_{1}j_{1}j_{2}J-j_{1}|JJ\rangle }は正の実数である。
最後の方程式では、他のすべてのクレブシュ–ゴルダン係数{\displaystyle \langle j_{1}m_{1}j_{2}m_{2}|JJ\rangle }がある。
規格化は
状態{\displaystyle |(j_{1}j_{2})JJ\rangle }のノルムに相当する、二乗の合計が１でなければならないという条件から行われる。
漸化式の{\displaystyle C_{-}}は{\displaystyle M=J-1}の全てのクレブシュ–ゴルダン係数を見つけるために使われる。
この式を繰り返し使うと全ての係数が得られる。
CG係数を得る手続きによって（コンドン–ショートレーの位相則において）CG係数がすべて実数であることがわかる。

## 直交関係
これらのことは、代わりの表現を導入することで簡潔に書ける。
{\displaystyle \langle JM|j_{1}m_{1}j_{2}m_{2}\rangle \equiv \langle j_{1}m_{1}j_{2}m_{2}|JM\rangle }
第一の直交関係は
{\displaystyle \sum _{J=|j_{1}-j_{2}|}^{j_{1}+j_{2}}\sum _{M=-J}^{J}\langle j_{1}m_{1}j_{2}m_{2}|JM\rangle \langle JM|j_{1}m_{1}'j_{2}m_{2}'\rangle =\langle j_{1}m_{1}j_{2}m_{2}|j_{1}m_{1}'j_{2}m_{2}'\rangle =\delta _{m_{1},m_{1}'}\delta _{m_{2},m_{2}'}}
(完全性関係{\displaystyle 1\equiv \sum _{x}|x\rangle \langle x|}を用いた )
第二の直交関係は
{\displaystyle \sum _{m_{1}m_{2}}\langle JM|j_{1}m_{1}j_{2}m_{2}\rangle \langle j_{1}m_{1}j_{2}m_{2}|J'M'\rangle =\langle JM|J'M'\rangle =\delta _{J,J'}\delta _{M,M'}}

## 対称性
{\displaystyle {\begin{aligned}\langle j_{1}m_{1}j_{2}m_{2}|JM\rangle \\&=(-1)^{j_{1}+j_{2}-J}\langle j_{1}\,{-m_{1}}j_{2}\,{-m_{2}}|J\,{-M}\rangle \\&=(-1)^{j_{1}+j_{2}-J}\langle j_{2}m_{2}j_{1}m_{1}|JM\rangle \\&=(-1)^{j_{1}-m_{1}}{\sqrt {\frac {2J+1}{2j_{2}+1}}}\langle j_{1}m_{1}J\,{-M}|j_{2}\,{-m_{2}}\rangle \\&=(-1)^{j_{2}+m_{2}}{\sqrt {\frac {2J+1}{2j_{1}+1}}}\langle J\,{-M}j_{2}m_{2}|j_{1}\,{-m_{1}}\rangle \\&=(-1)^{j_{1}-m_{1}}{\sqrt {\frac {2J+1}{2j_{2}+1}}}\langle JMj_{1}\,{-m_{1}}|j_{2}m_{2}\rangle \\&=(-1)^{j_{2}+m_{2}}{\sqrt {\frac {2J+1}{2j_{1}+1}}}\langle j_{2}\,{-m_{2}}JM|j_{1}m_{1}\rangle \end{aligned}}}
これらの関係を得る便利な方法は、クレブシュ–ゴルダン係数を以下の式で3j記号に変換することである。
3j記号の対称性はより簡潔である。
量子数が整数または半整数になりうるので、位相因子を簡単にする場合は注意が必要である。
例えば{\displaystyle (-1)^{2j}}は整数{\displaystyle j}で１に等しく、半整数{\displaystyle j}で−１に等しい。
しかし以下の関係は、どちらの場合でも有効である。
{\displaystyle (-1)^{4j}=(-1)^{2(j-m)}=1\ }
同じクレブシュ–ゴルダン係数に現れる{\displaystyle j_{1}}、{\displaystyle j_{2},}、{\displaystyle J}では
{\displaystyle (-1)^{2(j_{1}+j_{2}+J)}=(-1)^{2(m_{1}+m_{2}+M)}=1}

## 3-jm記号との関係
クレブシュ–ゴルダン係数は、より便利な対称関係をもつ3-jm記号と以下のような関係がある。
{\displaystyle \langle j_{1}m_{1}j_{2}m_{2}|j_{3}m_{3}\rangle =(-1)^{j_{1}-j_{2}+m_{3}}{\sqrt {2j_{3}+1}}{\begin{pmatrix}j_{1}&j_{2}&j_{3}\\m_{1}&m_{2}&-m_{3}\end{pmatrix}}}

## ウィグナーのD行列との関係
{\displaystyle \int _{0}^{2\pi }d\alpha \int _{0}^{\pi }\sin \beta d\beta \int _{0}^{2\pi }d\gamma D_{MK}^{J}(\alpha ,\beta ,\gamma )^{\ast }D_{m_{1}k_{1}}^{j_{1}}(\alpha ,\beta ,\gamma )D_{m_{2}k_{2}}^{j_{2}}(\alpha ,\beta ,\gamma )={\frac {8\pi ^{2}}{2J+1}}\langle j_{1}m_{1}j_{2}m_{2}|JM\rangle \langle j_{1}k_{1}j_{2}k_{2}|JK\rangle }

## その他の性質
{\displaystyle \sum _{m}(-1)^{j-m}\langle jmj{-m}|J0\rangle ={\sqrt {2j+1}}~\delta _{J0}}

## SU(N) クレブシュ–ゴルダン係数
任意の群と表現でのクレブシュ–ゴルダン係数は知られていない。
しかし特殊ユニタリ群でのクレブシュ–ゴルダン係数を得るアルゴリズムが作られている。

 を参照。

## 参考書
- Biedenharn, L. C.; Louck, J. D. (1981). Angular Momentum in Quantum Physics. Reading, Massachusetts: Addison-Wesley. ISBN 0201135078
- Brink, D. M.; Satchler, G. R. (1993). “Ch. 2”. Angular Momentum (3rd ed.). Oxford: Clarendon Press. ISBN 0-19-851759-9
- Condon, Edward U.; Shortley, G. H. (1970). “Ch. 3”. The Theory of Atomic Spectra. Cambridge: Cambridge University Press. ISBN 0-521-09209-4
- Edmonds, A. R. (1957). Angular Momentum in Quantum Mechanics. Princeton, New Jersey: Princeton University Press. ISBN 0-691-07912-9
- Messiah, Albert (1981). “Ch. XIII”. Quantum Mechanics (Volume II). New York: North Holland Publishing. ISBN 0-7204-0045-7
- Zare, Richard N. (1988). “Ch. 2”. Angular Momentum. New York: John Wiley & Sons. ISBN 0-471-85892-7